# Tosktjärnen (Bjurholms socken, Ångermanland)
Tosktjärnen är en sjö i Bjurholms kommun i Ångermanland och ingår i Lögdeälvens huvudavrinningsområde.